# イノヴィ解放同盟
イノヴィ解放同盟（イノヴィかいほうどうめい）は、テレビアニメ『イノセント・ヴィーナス』の関連番組として配信されたインターネットラジオ番組。

## 番組概要
- 配信期間：2006年7月11日〜12月26日(全25回)
- 配信サイト：BEAT☆Net Radio!、ランティスネットラジオ
- 配信日：毎週火曜日
- 提供：バンダイビジュアル、ランティス

## パーソナリティー
- 野島健児 （葛城丈役）
- 名塚佳織 （登戸沙那役）

## ゲスト
- 川越淳・長町英樹(#3)
- 妖精帝國(ゆい)(#4)
- 佐藤純一・池田雄一・仲井朋子(#9)
- 石川英郎(#15,21,22)(21,22は野島の代理)
- 石川智久(#19)

## コーナー
- イノヴィ　アームズ講座
イノセント・ヴィーナスは武器にこだわった作品。そこで、イノセント・ヴィーナスの武器に関する、監修協力も務めているホビージャパン「アームズマガジン」編集部の中島さんが、番組に登場する「武器」について解説するコーナー。